# Ayou-Dag

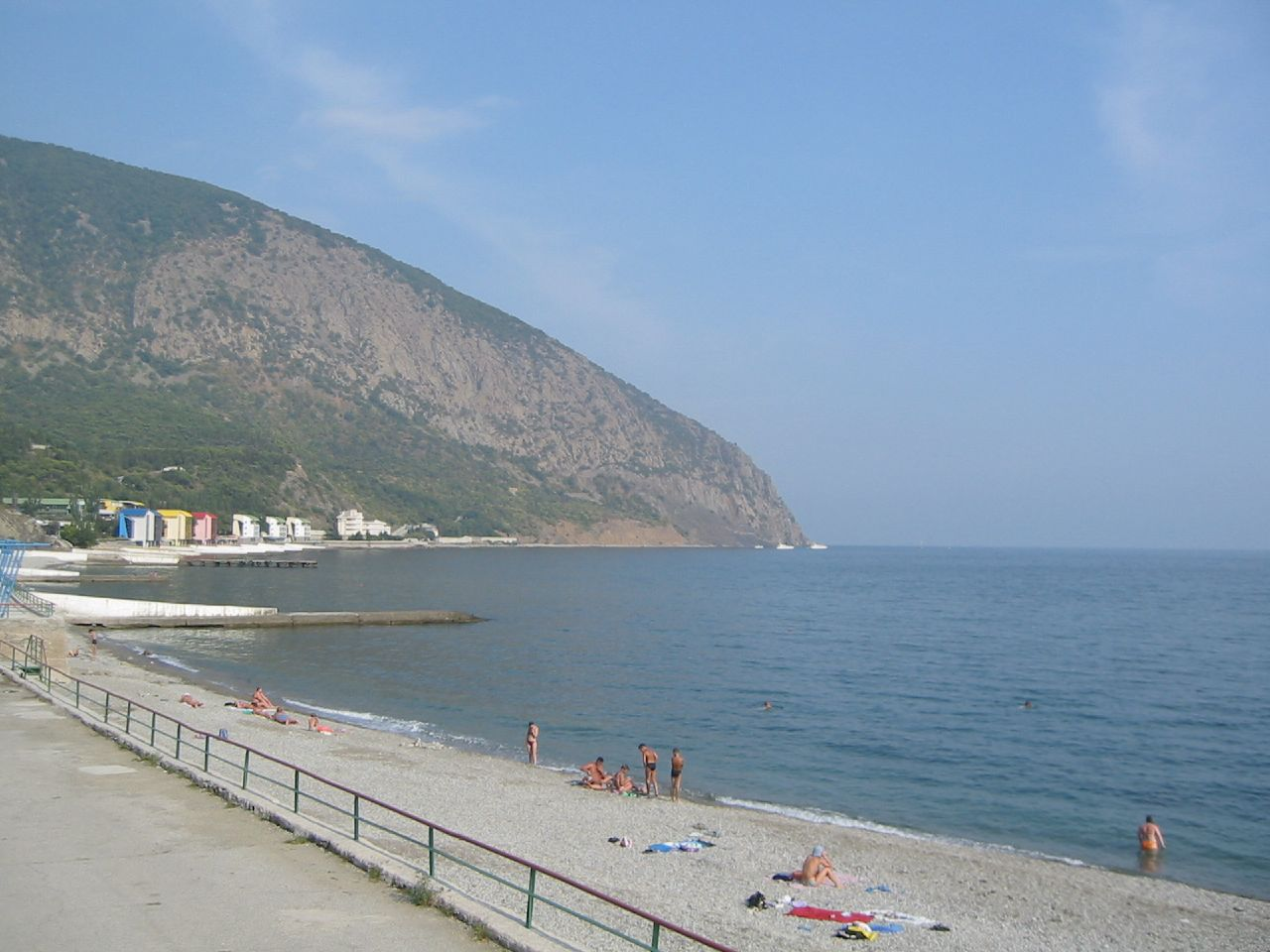
L'Ayou-Dag vu de la plage d'Artek.

L'Ayou-Dag (tatar de Crimée : Ayuv Dağ, russe : Аю-Даг, ukrainien : Аю-Даг, grec Αγια Aya - « saint ») est un sommet de Crimée. Il est connu aussi sous le nom russifié de « mont de l'Ours »  (Medved-gora russe : Медведь-гора). Ce sommet est situé à 16 km au nord-est de Yalta entre les villes de Hourzouf et Partenit.
Son nom en grec ancien est Κριοῦ μέτωπον (Kriou Metopon), ce qui signifie « le front de bélier ». Les variantes slaves du nom de la montagne sont des traductions du nom en tatar criméen et signifient « mont de l'Ours » (ours-медведь en russe, ведмідь en ukrainien, ayuv en tatar criméen; mont-гора en russe et en ukrainien, dağ en tatar criméen). Ce mont s'élève à 570,8 mètres.
Ce mont est une laccolite. Aujourd'hui son territoire est une réserve naturelle (5,5 km2). Il y a une colonie d'été pour enfants (camp d'Artek). Les pentes orientales de l'Ayou-Dag mènent à un ancien site de peuplement (Partenit).
Au début de l'ère chrétienne, l'endroit faisait partie du royaume du Bosphore. Les restes d'un ancien village médiéval et nombre d'églises y ont été découvertes. Aux IXe et Xe siècles le village était le site d'un port connu qui reliait des villes byzantines. Les pentes occidentales mènent à Artek.